# آلن جانسون (هنرمند)
آلن جانسون (انگلیسی: Alan Johnson; ۱۸ فوریهٔ ۱۹۳۷ – ۷ ژوئیهٔ ۲۰۱۸) کارگردان و طراحی رقص اهل ایالات متحده آمریکا بود. وی بین سال‌های ۱۹۵۷ تا ۲۰۱۸ میلادی فعالیت می‌کرد. وی همچنین برندهٔ جوایزی همچون جوایز امی ساعات پربیننده شده‌است.